# Costus osae
Espèce
Classification phylogénétique
Statut de conservation UICN

 VU D1 : Vulnérable
Costus osae est une espèce de plantes à fleurs de la famille des Costaceae endémique d'une petite région du Costa Rica, le golfe Dulce. Elle réside dans des forêts primaires très humides, en plaine, principalement le long des petits cours d'eau.

## Description
Costus osae est une plante herbacée vivace qui peut mesurer jusqu'à 1 mètre de haut.
Les rares feuilles densément poilues sont d'obovales à elliptiques.
Les inflorescences terminales en forme de cône mesurent de 6 à 8 cm de long avec un diamètre de 4 à 6 cm. A maturité elles peuvent atteindre une longueur de 10 cm.
Les bractées sont de rouge à rouge-orangé.
Le sépale est de rougeâtre à orangé-rouge.
Le pétale est de rose à rouge avec une pointe rouge foncé.
Le labelle tubulaire est blanc avec une extrémité rouge.
L'espèce a été décrite pour la première fois en 1997 par Maas et son épouse H.Maas